# ايمان حيدري
ايمان حيدري (21 يناير 1983 بإيران - ) هو لاعب كرة قدم إيراني في مركز الهجوم. لعب مع نادي بيكان ونادي ذوب آهن أصفهان ونادي راه آهن ونادي شاهين بوشهر وSanaye Giti Pasand F.C. ‏.

## وصلات خارجية
- ايمان حيدري على موقع قاعدة بيانات كرة القدم.إي يو (الإنجليزية)
- ايمان حيدري على موقع Soccerway.com (الإنجليزية)